# IRacing.com
iRacing.com (iRacing in breve) è un simulatore di guida online, a sottoscrizione, per Microsoft Windows, gestito da iRacing.com Motorsport Simulations.
Sin dall'inizio il servizio è stato impostato non solo come intrattenimento videoludico, ma soprattutto come simulatore in grado di allenare i piloti del mondo reale. La compagnia alle spalle del simulatore ha siglato numerose alleanze con serie ed organizzazioni di corse del mondo reale. A partire dal 2010 ospiterà una serie sanzionata direttamente dalla NASCAR. Altri partner includono la IndyCar Series, la Porsche Supercup, la SCCA, la Skip Barber Racing School, la Volkswagen Jetta TDI Cup e il Star Mazda Championship, tra gli altri.

## Sviluppo
L'azienda titolare di iRacing.com fu fondata a Boston, Massachusetts il settembre 2004 da David Kaemmer e John W. Henry dopo la chiusura di Papyrus Design Group, altra società che Kaemmer aveva cofondato. Il servizio iRacing.com è stato in sviluppo da allora, usando come punto di partenza il codice di NASCAR Racing 2003 Season della Papyrus. Secondo Kaemmer, iRacing mantiene il sistema di gestione dei corpi fisici di NASCAR Racing 2003 Season, così come la presentazione delle piste e alcune parti riguardanti il codice di trasmissione multi-utente, ma tutto il resto è stato cambiato o è completamente nuovo come il modello delle ruote o il motore grafico. Il prodotto sarà costantemente ampliato e migliorato dopo il lancio pubblico.

## Accoglienza del pubblico
iRacing.com è stato lanciato sul mercato il 26 agosto 2008. A luglio 2009 più di 16000 persone risultavano iscritte al servizio.
iRacing.com ha ricevuto ottime recensioni da riviste di auto, corse e videogiochi, così come da vari siti dedicati ai simulatori di guida. Il servizio è stato inoltre criticato per non aver incluso caratteristiche che spesso si trovano in altri simulatori, come ambienti dinamici, una più efficace gestione dei danni e della scatola del cambio.
Molti piloti del mondo reale come Justin Wilson, Alex Gurney e Dale Earnhardt, Jr., si sono iscritti al servizio e hanno dato giudizi positivi specialmente riguardo l'accuratezza della riproduzione delle piste che rendono il simulatore un valido strumento per imparare i circuiti.
Anche i piloti di F1 Max Verstappen, Lando Norris e Fernando Alonso sono iscritti al servizio.

## Descrizione del servizio
iRacing ha come obiettivo quello di soddisfare sia i piloti del mondo reale che gli appassionati delle simulazioni di guida. perciò cercano di offrire una simulazione realistica con circuiti, veicoli e modelli fisici i più accurati possibili, e tutto ciò con vetture e piste con licenza ufficiale,riprodotte con il metodo laserscan.
iRacing può essere utilizzato solo online tramite server gestiti direttamente da iRacing.com, la cui partecipazione richiede un abbonamento al servizio. Ci sono numerose opzioni al riguardo, con prezzi che variano da 14$ al mese, 36$ per 3 mesi, 110$ per un anno fino a 199$ per 2 anni. La sottoscrizione base include un pacchetto di auto e circuiti, con cui è possibile prendere parte principalmente a prove e gare destinate ai cosiddetti "rookies", ovvero ai principianti. Altri circuiti e altre vetture sono venduti separatamenteal costo di 14.95$ e 11.95$ rispettivamente.
iRacing gestisce campionati (i cui partecipanti sono soggetti ad eventuali sanzioni disciplinari) per differenti tipi di auto. Ogni calendario è diviso in stagioni della durata di 12 settimane, e tutte le sessioni in una serie hanno luogo solamente su una pista alla settimana. Su ogni pista, i piloti possono partecipare a sessioni di test, qualifiche, gare e prove a tempo. Ci possono anche essere serie non-standard, come ad esempio le serie "Rookies" che hanno una durata di 4 settimane.
Le serie sono divise in due categorie principali, ovali e stradali, che sono ulteriormente divise in numerosi livelli di patente, da Dilettante (Rookie) a Pro, che ogni pilota deve guadagnarsi sulla pista. Per conquistare una patente superiore bisogna gareggiare in una serie consona al livello della patente attualmente posseduta e mantenere un livello minimo di "consistenza di guida" ovvero ridurre al minimo contatti e uscite di pista. Le patenti per gli ovali e le piste stradali sono completamente distinte.